# Hålogaland
Hålogaland var namnet på området norr om Trøndelag fram till medeltiden. Under tiden före införandet av kristendomen i Norge, var Hålogaland ett självständigt småkungadöme i de nuvarande fylkena Nordland och Troms, norr om Namdalen i Nord-Trøndelag och söder om Lyngen i Troms.

## Geografisk utsträckning
Innan Olav Tryggvason överföll Vágar år 999 skall Hålogaland ha sträckt sig mer eller mindre från Namdalen i söder till Vita havet (fornnordiska Gandvik) i norr. Mot öst omfattade det stora delar av nuvarande svenska Lappland, Nordfinland och Nordvästryssland. Men mycket tyder på att de stora områdena i inlandet och norr om Malangen var norsk skattland och inte en del av Hålogaland.
Senare ska Hålogalands sydgräns ha gått vid Kunna i Meløy. Nordgränsen mot Finnmarken (fornnordiska Finnmork - "samernas land") flyttade sig längre norrut under tiden som gick. Efter slaget vid Stiklestad år 1030 gick gränsen mot norr och öst vid Trondenes. På 1000-talet var det fyra huvudfylken i Hålogaland: Helgeland, Salten, Lofoten/Vesterålen och Trondenes. Runt 1250 gick nordgränsen vid Tromsø, och senare under Håkon Håkonssons regeringstid (1217-1263) blev den flyttad till Kvænangen. År 1307 hade Vardø blivit gränsposten.
Under senare tid har det blivit vanligt att dela in Hålogaland i Sydhålogaland, som omfattar Nordland fylke, och Nordhålogaland som omfattar Troms och Finnmarks fylken.

## Historia
Hålogaland har en framträdande plats i sagorna, "mycket mer än förväntat av en plats så långt norrut". Men Nordnorge blev tidigt bebott. De äldsta spåren av människor i Norge är funna i Finnmark, och de äldsta spåren av bostäder i Norge fanns på Træna i Nordland.
Astronomen och geografen Pytheas genomförde år 330 f.Kr., på Alexander den stores tid, en resa från Marseille till Nordeuropa. Han slutade på ön Thule.

## Ottar från Hålogaland

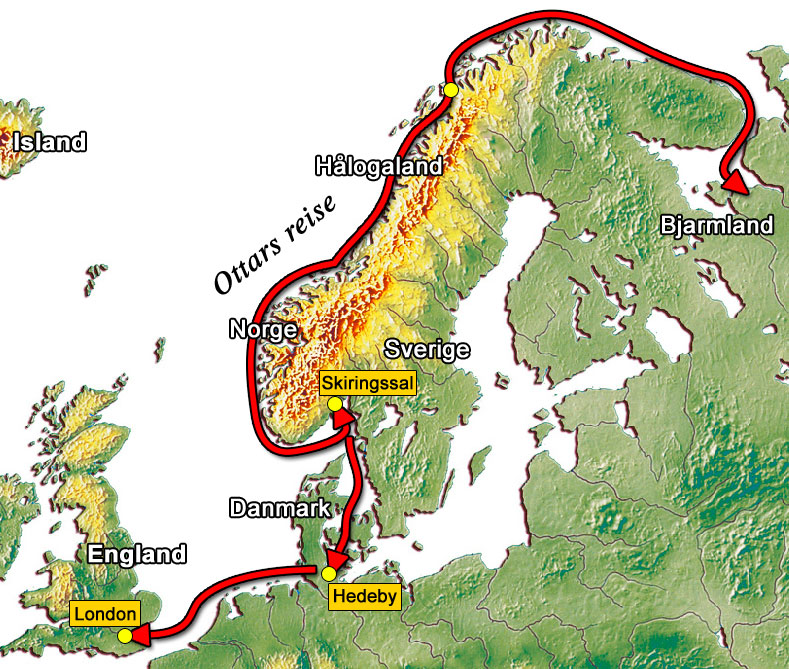
Ottars resa

Sjöfararen och handelsmannen Ottar är kanske den mest kända historiska representanten från Hålogaland. Han seglade från Hålogaland till England omkring år 890, där den engelska kungen Alfred den store lät skriva ner hans berättelse om Hålogaland och färden längs kusten till Vita havet. Historien kom sedan med som ett tillägg till kung Alfreds översättning av Orosius' världshistoria.
Det är osäkert var i Nordnorge Ottar bodde. Själv säger han att "jag bodde längst norr av alla norrmän, på nordsidan av landet vid Västhavet, men landet sträcker sig ännu längre mot norr. Där är allt samma som ödeland. Bara några få orter finns där, där finnarna (samerna) tidsvis håller till, jagar om vintern och fiskar i sjön på sommaren."
Om sin resa till England berättar Ottar, att från Skiringsal, en handelsby i södra Norge, till Hedeby i Danmark, så seglade han i tre dagar med Danmark om babord och storhavet om styrbord (Bohuslän och Halland ingick under 800-talet i det danska riket).
Man har spekulerat om Ottars boplats kan ha varit i nuvarande Lyngen eller en plats vid Malangsgapet. Hans Eidnes i "Hålogalands historie" (1943) menar att Ottar bodde ute vid Malangen, på sydvästsidan av Kvaløya i Hillesøy (idag Tromsø kommun). Även andra platser har varit nämnda.

## Eyvindr Skáldaspillir
Eyvindr Finnsson Skáldaspillir var den siste store skalden i Norge. Han bodde på Tjøtta (ö söder om Sandnessjøen). Han var son till Finn Skjálgi och Gunnhild, dotterdotter till Harald Hårfager. Fadern Finn var son till Eyvindr Lambe och Sigrid från Sandnes (också gift med Torolv Kveldulvsson).
Eyvindr Skáldaspillir var med i slaget på Stord (ca. 960) där kung Håkon den gode föll. Detta slag beskriver han i Hákonarmál som sedan skildrar Håkons ankomst till Valhall. Kvädet slutar med ett lån från Hávamál i sista versen, vilket möjligen gav honom tillnamnet Skáldaspillir:
Fe dør, frender dør,
landet legges øde,
siden Håkon fór
til hedenske guder
er mang en mann blitt kuet
Eyvindr Skáldaspillir har också givit en levande glimt från vardagslivet på Hålogaland under denna tid (ca. 970) då det var svält och svårt att få tag på korn. Man tvingades också att utfodra boskapen med björkris under sommaren, som samerna gjorde (för övrigt en av de första referenserna till samerna).
Kvit er jorda av snøfok,
som finnar vi inne nærer
budskap, i fjøset bunden,
med bjørkebrum midt i ein sommar
År 986 var Eyvindr med i slaget vid Hjörungavåg mot Jomsvikingarna under Håkon jarl. Efter detta skrev han dikten Háleygjatal. Han avled som en gammal man år 990.

## Förlorade sagor om Hålogaland?
Fornnordsfilologen Alfred Jacobsen menar att det troligtvis har försvunnit en Håløygenes saga, skriven i Norge, förutom en ytterligare saga om Hårek av Tjøtta. Det skulle vara en nordnorsk saga om Tore Hund, en saga med en åtskilligt mer sympatisk karaktär än vad Snorre Sturlasson hade förmedlat. Jacobsen framhäver Nidaros på 1200-talet som ett norskt kulturcentrum där sagor fick sina former, ofta nerskrivna av islänningar. Utifrån jämförande studier i existerande skrifter kan det argumenteras för att nordnorska sagor blev uppstyckade och inkluderade i kungasagorna. Argumentationen pekar på nordnorsk lokalkunskap, upprepningar och innehållsmässiga missförhållanden. Dessutom argumenteras det också för att en saga om Ladejarlarna har försvunnit.

## Sagolika berg

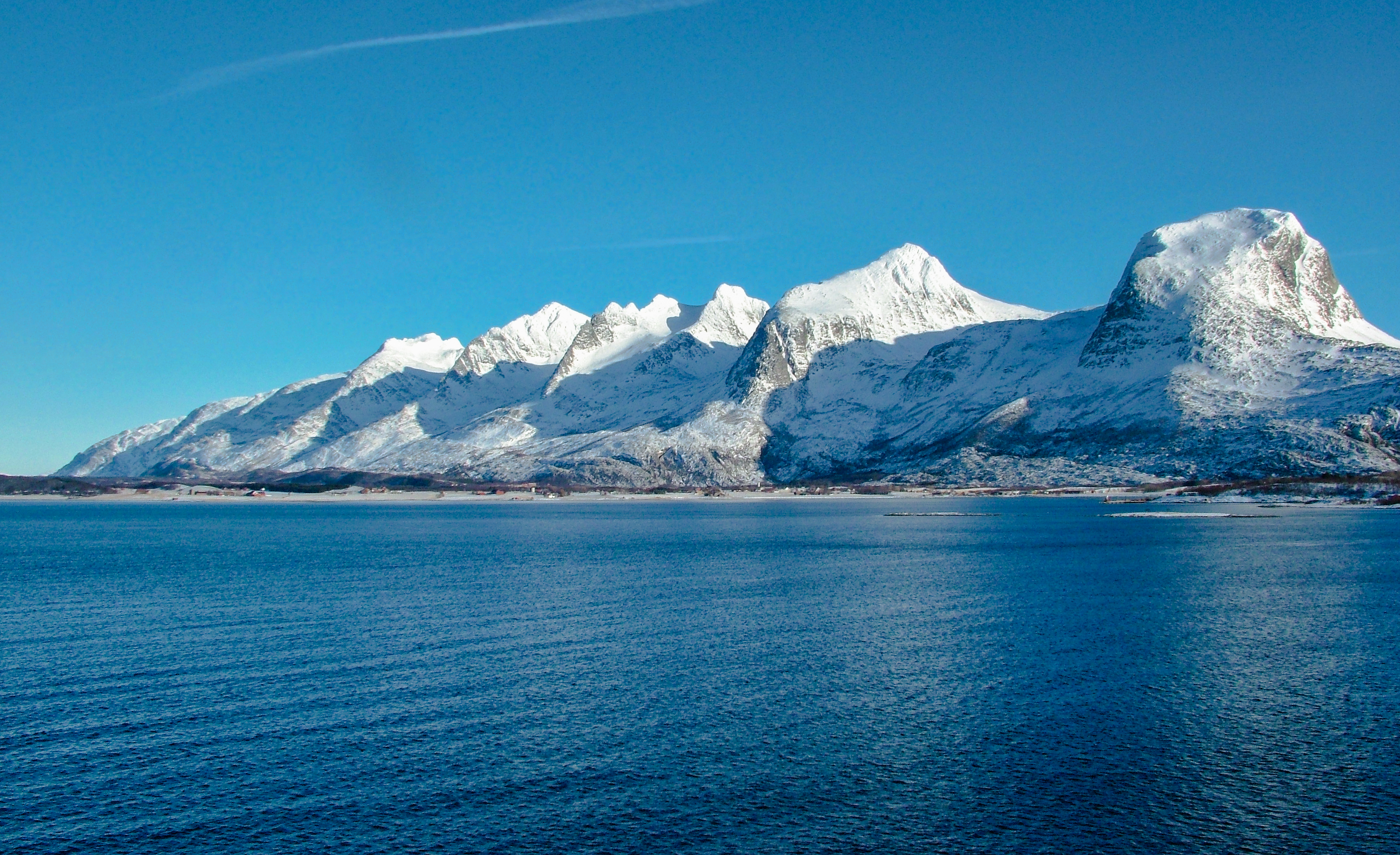
De sju systrarna

Även naturen själv har skapat sägner och folksagor. En sägen berättar om att Suliskungen somnade och hans sju döttrar for söderut och dansade i månskenet. I Lofoten satt Vågakallen och önskade sig den åttonde dottern, Lekamøya. Vågakallen tog sin båge, svingade sig upp på hästen och red söderut. Lekamøya blev rädd och sprang iväg och därefter sköt Vågakallen henne med en pil.
Gamla Skarfjellsgubben (eller Sømnakungen) såg det, och slängde sin breda hatt i vädret. Pilen åkte igenom den och hamnade i havet. Just då steg morgonsolen upp. Den första solstrålen träffade Suliskungen som blev till sten. Så gick det med dem alla; både Skarsfjellgubben, De syv søstre, Lekamøya vid Leka och Torghatten vid Torget med hålet efter pilen som finns i ett skär norr om Leka. Och där ute i havet finns fortfarande Vågakallen och folk kallar honom Hestmannen.
Bergens olika och karaktäristiska former har också varit viktiga sjömärken på den tidvis farofyllda segelvägen längs kusten. Dagens Helgelandskust är Norges största skärgård med öar, höga fjäll och jöklar.

## Etymologi
Namnet Hålogaland kommer från det fornnordiska Hálogaland. Första delen består av folknamnet háleygir, men betydelsen är osäker och har givit upphov till flera tolkningsförsök. Alfred Jacobsen i "Helgeland historie", band 2, skriver att ledet '-land' i landskapsnamn som i Hordaland och Rogaland är mycket gammal, troligtvis tillbaka till yngre järnålder mellan år 400 och 800. Invånarna i Hálogaland kallades háleygir, och folknamnet kan ha existerat före landskapsnamnet.

## Moderna former
Man finner namnet i moderna institutioner som Hålogaland teater, Sør-Hålogaland och Nord-Hålogaland biskopsdömen. Hålogaland lagmansrätt består av fylkena Nordland, Troms och Finnmark samt Svalbard och Jan Mayen.
Namnet används också som regionsnamn för den södra delen av Nordland fylke, Helgeland, även om namnet förändrats i språk och en avgränsning i geografin.